# La Pobla de Castre
La Pobla de Castre (en aragonès i en castellà La Puebla de Castro) és una vila i un municipi de l'Aragó, a la comarca de la Ribagorça, situat a l'interfluvi dels rius Cinca i Éssera, a 649 metres d'altitud, amunt del congost d'Olvena.
La temperatura mitjana anual és de 13,2° i la precipitació anual, 422 mm.

## Història

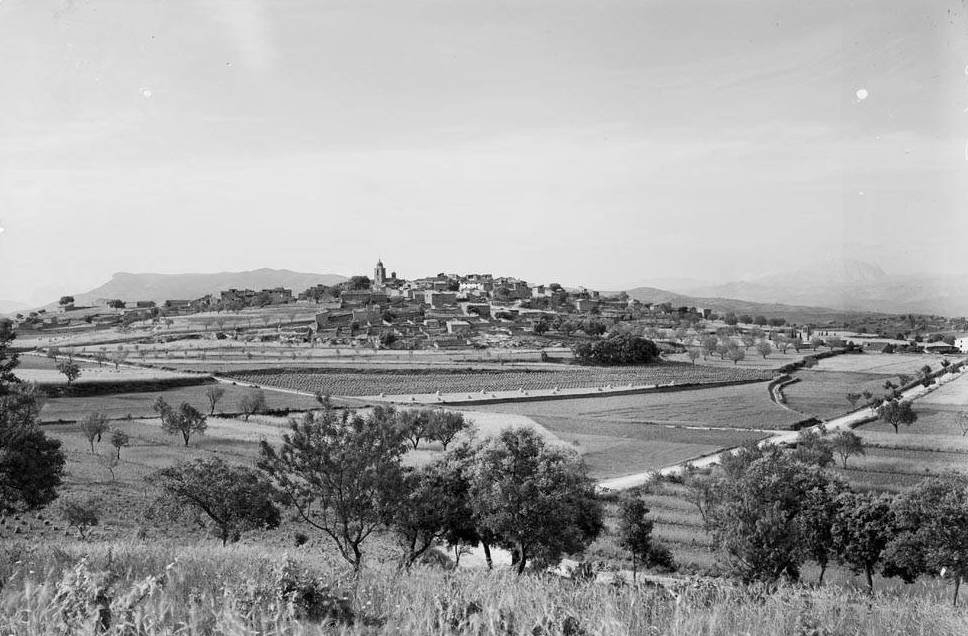
La Puebla de Castro cap a 1908

Baronia de Castre fou una jurisdicció senyorial creada pel rei Jaume el Conqueridor per al seu fill il·legítim Ferran Sanxis, fruit de la seva relació amb la dama Blanca d'Antillón, vers el 1250. El territori de la baronia estava al sud del Comtat de Ribagorça, fins a la confluència dels rius Cinca i Éssera. Pràcticament foren agregades a la baronia les senyories d'Estada i Estadella. La nova jurisdicció senyorial comprenia els termes de Bolturina, Artasona, Castre i Olvena.

## Llocs d'interés
- Església romànica, a la dreta de l'Éssera, a 744 metres d'altitud. És el que queda del castell de Castre.[4]
- Labitolosa. Els romans es varen establir prop de La Pobla de Castre.[5]